# Vladimir Kadunec
Vladimir Kadunec zvani Marks (Sarajevo, 24. kolovoza 1919. – Beograd, 7. srpnja 1966.) bio je slovenski prijeratni komunist, sudionik NOB-a, djelatnik Ozne i Udbe, republički sekretar za unutrašnje poslove NR Slovenije (1959. – 1963.), te pomoćnik saveznog sekretara za unutrašnje poslove (1963. – 1966.) i predsjednik Odbora za unutarnju politiku pri Saveznoj skupštini SFRJ u Beogradu uoči Brijunskog plenuma i smjene Aleksandra Rankovića.

## Životopis
Rođen je u Sarajevu, gdje mu je otac službovao kao državni službenik u Kraljevini Jugoslaviji, te se zbog prirode očevog posla obitelj često selila iz jednog kraja tadašnje države u drugi, stoga je Kadunec je rano djetinjstvo proveo u Bosni i Hercegovini, gdje pohađa pučku (osnovnu) školu, a realnu gimnaziju upisuje u Mariboru, da bi potom upisao Pravni studij na Pravnom fakultetu Sveučilišta u Zagrebu, gdje se 1938. priključuje Komunističkoj partiji Jugoslavije (dalje: KPJ) te kao student pristupa Jugoslavenskom akademskom društvu.
Početak Drugoga svjetskog rata u Jugoslaviji 6. travnja 1941. i posljedičnu okupaciju zemlje dočekao je u Mariboru, da bi po nalogu KPJ otišao u Ljubljanu, gdje je obavljao kurirske poslove na relaciji između Zagreba i Ljubljane. U svibnju 1942. prelazi u Varnostno - obveščevalnu službu Osvobodilne fronte (VOS OF), sigurnosno – obavještajnu službu slovenskog pokreta otpora, koju je u kolovozu 1941. osnovala KP Slovenije, a 1944. odlazi u partizane.
Nakon osnivanja Ozne 13. svibnja 1944., Kadunec kooptiran je u slovensku Oznu, da bi kraj rata dočekao na mjestu časnika Ozne u Mariboru, te s reorganizacijom državne sigurnosti 1946. ostaje u slovenskoj Udbi do 1952., kada prelazi u novoformiranu Službu za istraživanje i dokumentaciju (dalje: SID), vanjsku obavještajnu službu pri Saveznom sekretarijatu vanjskih poslova FNRJ, da bi od 1950. do 1954. bio diplomatski agent pri jugoslavenskom veleposlanstvu u Parizu, da bi potom 1956. bio postavljen za otpravnika poslova u jugoslavenskom veleposlanstvu u Pragu, u Čehoslovačkoj, te se u diplomaciji zadržao do 1959. godine, kada je imenovan republičkim sekretarom unutrašnjih poslova NR Slovenije (1959. – 1963.).
Tijekom 1963. imenovan je za člana republičkog Izvršnog savjeta te predsjednika Odbora za unutrašnju politiku. Ubrzo je u listopadu 1964. imenovan pomoćnikom za državnu sigurnost saveznog sekretara unutrašnjih poslova Svetislava Stefanovića Ćeće, na kojoj je dužnosti uslijed obračuna s Aleksandrom Rankovićem, kao pristaša istog, umro je od srčanog udara 7. srpnja 1966. godine, iako su neki izvori spominjali kako je tragično preminuo izvršivši samoubojstvo.
Pokopan je na gradskom groblju Žale u Ljubljani.
Kadunec je bio nositelj "Partizanske spomenice 1941.".